# Philippa Marrack
Philippa Charlotte Marrack FRS, nota anche come Pippa (Ewell, 28 giugno 1945) è una biologa e immunologa britannica con cittadinanza statunitense, residente negli Stati Uniti.

## Biografia
Figlia di un ufficiale di marina, ha cambiato spesso città di residenza. Studia e consegue il PhD all'Università di Cambridge (UK), quindi si trasferisce negli USA per il postdottorato lavorando nell'Università della California (San Diego) sotto la guida Richard Dutton. Qui conosce il secondo marito John Kappler e partner scientifico ed entrambi si spostano all'Università di Rochester dove danno vita insieme ad un laboratorio per lo studio delle cellule T. Successivamente si trasferiscono entrambi all'Università del Colorado a Denver. 
La coppia ha 2 figli.

## Campi di ricerca
Nel 1983 insieme al marito John Kappler ha scoperto il recettore delle cellule T e successivamente ha studiato il loro sviluppo, ed in particolare i meccanismi che portano alla eliminazione delle cellule T reattive verso i tessuti dell'ospite, che, se alterati, portano all'insorgenza di malattie autoimmuni. Ha anche scoperto i cosiddetti superantigeni, ovvero delle tossine che possono stimolare le cellule T in modo massivo e quindi provocare la sindrome da shock tossico. Il suo lavoro di ricerca ha avuto un notevole impatto sulla comprensione della risposta alle infezioni e sulle malattie autoimmuni ed allergie.

## Incarichi
E' Direttore del Dipartimento di Ricerca Biomedica al National Jewish Health e Professore Emerito all'Università del Colorado a Denver.
È membro della National Academy of Science USA e Fellow della Royal Society UK.
È stata presidente dell'American Association of Immunologist. 
Fa parte dell Editorial Board di importanti riviste scientifiche internazionali e di Enti ed Associazioni finanziatori della ricerca scientifica.

## Riconoscimenti
- 1986 – Nominato investigatore, Howard Hughes Medical Institute
- 1987 – Membro, Royal Society
- 1989 – Membro eletto, National Academy of Sciences
- 1990 – Premio della Royal Society Wellcome Foundation
- 1993 – Istituto della ricerca sul cancro William B. Coley Award
- 1993 – Paul Ehrlich and Ludwig Darmstaedter Prize
- 1994 – Louisa Gross Horwitz Prize (Columbia University)
- 2003 – American Association of Immunologists Lifetime Achievement Award[2][3]
- 2004 – L'Oreal UNESCO Women in Science Award
- 2005 – Premio Pearl Meister Greengard[4]
- Rabbi Shai Shackner Prize (Universitá di Gerusalemme)
- 2015 – Premio Wolf per la medicina[5]
- 2015 – Introdotta nella National Women's Hall of Fame[6][7]
- 2016 – Novartis Prize for Basic "Six leading scientists to receive prestigious Novartis Prizes for Immunology at 16th International Congress of Immunology". Novartis[8].
- 2019 – Clarivate Citation Laureate[9]